# 광합성

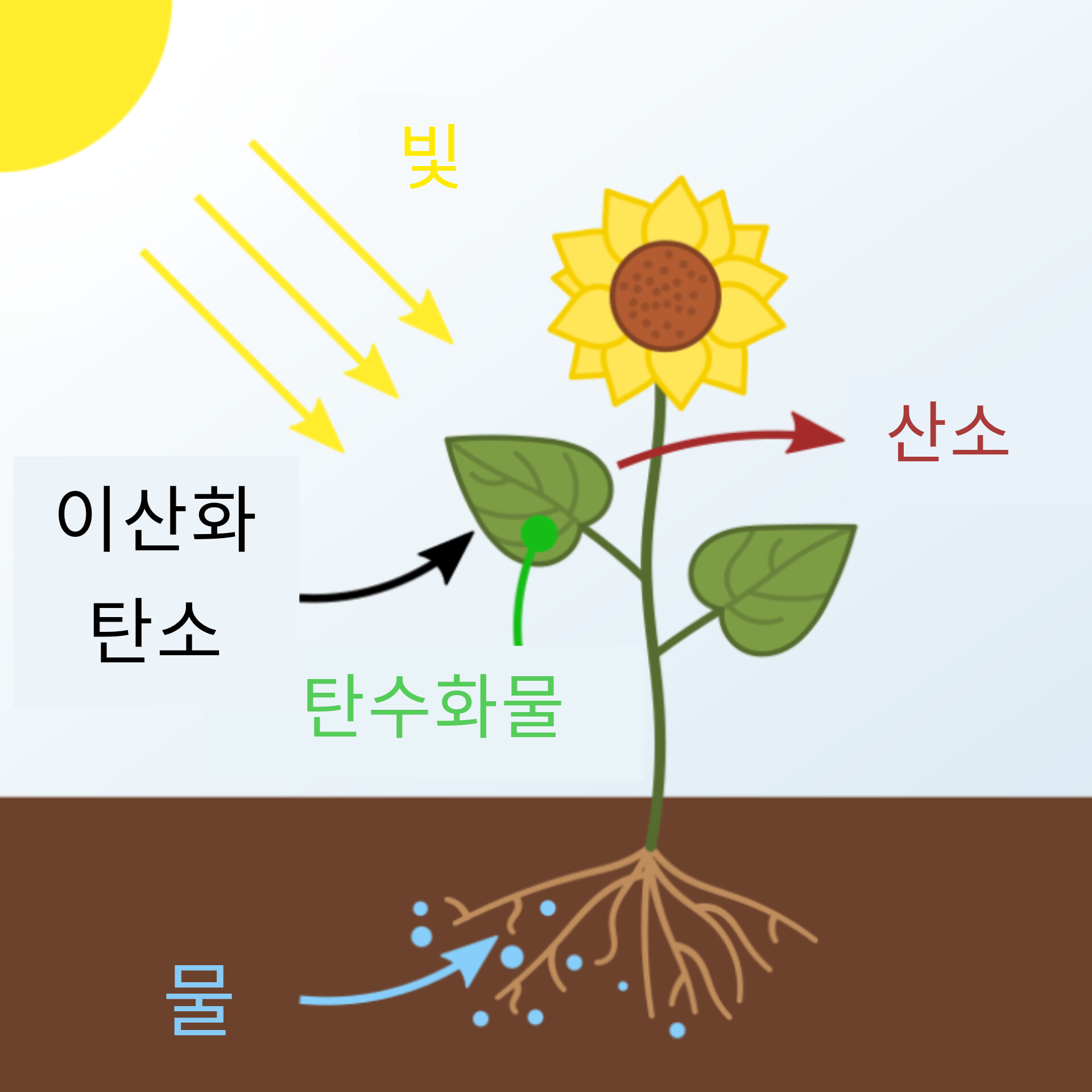
식물의 광합성 개요. 생성된 탄수화물은 식물에 저장되거나 식물에 의해 사용된다.

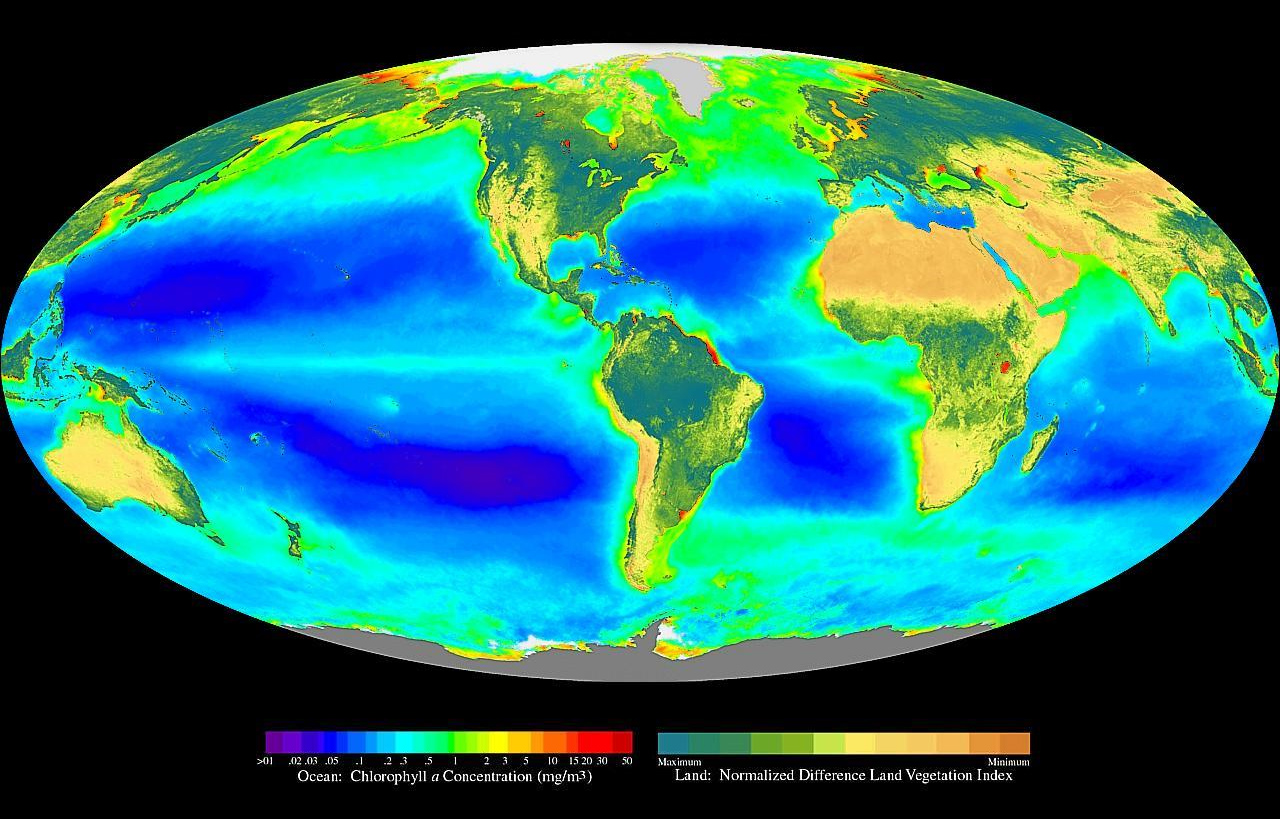
바다의 식물성 플랑크톤과 육상 식물을 포함한 광합성의 전세계적 분포를 보여주는 이미지. 진한 적색과 청록색은 각각 바다와 육지에서 높은 광합성 활성 영역을 보여준다.

광합성(光合成, 영어: photosynthesis, 문화어: 빛합성)은 식물 및 다른 생명체가 빛에너지를 화학 에너지로 전환하기 위해 사용하는 과정이다. 전환된 빛에너지는 나중에 생명체의 활동에 에너지를 공급하기 위해 방출될 수 있다. 이 화학 에너지는 이산화 탄소와 물로부터 합성된 당과 같은 탄수화물 분자에 저장된다. 광합성이란 이름은 그리스어 φῶς ("phōs", "light", "빛"을 의미함)와 σύνθεσις ("synthesis", "합성"을 의미함)에서 유래하였다. 식물은 광합성에서 이산화탄소를 원료로 흡수하고 산소는 노폐물로 방출한다. 대부분의 식물, 조류 및 남세균은 광합성을 수행하는데, 이러한 생물을 광독립영양생물이라고 한다. 광합성은 지구 대기 중의 산소를 생산하고 유지하는데 큰 역할을 하며, 지구상의 생명체에게 필요한 유기 화합물과 대부분의 에너지를 공급한다.
광합성은 생물 종에 따라 다르게 수행되지만, 빛에너지가 엽록체의 틸라코이드 막에 존재하는 광계(광합성 색소와 단백질로 구성된 복합체)의 반응 중심 색소로 전달되고 고에너지 전자를 방출하면서 과정이 시작된다. 식물에서 이러한 단백질들은 잎 세포에서 가장 풍부한 엽록체라고 불리는 세포소기관의 내부에 있고, 세균에서는 세포막에 묻혀 있다. 이러한 광의존적 반응에서는 물(H2O)과 같은 적당한 물질로부터 전자를 떼어내는데 빛에너지를 사용하고, 부산물로 산소(O2)를 생성한다. 물의 광분해에 의해 방출되는 전자는 단기 에너지 저장의 역할을 하는 두 가지 화합물의 생성에 사용되고, 생성된 화합물은 다른 반응들을 진행시키는데 사용된다. 이들 화합물은 환원된 니코틴아마이드 아데닌 다이뉴클레오타이드 인산(NADPH)과 세포의 "에너지 화폐"인 아데노신 삼인산(ATP)이다.
식물, 조류 남세균에서 장기 에너지 저장의 역할을 하는 당(糖)은 캘빈 회로라고 불리는 일련의 광비의존적 반응에 의해 생성된다. 어떤 세균은 동일한 목적을 달성하기 위해 리버스 시트르산 회로와 같은 다른 기작을 사용한다. 캘빈 회로에서 대기 중의 이산화 탄소는 리불로스 1,5-이중인산(RuBP)와 같은 이미 식물 체내에 존재하는 유기 화합물과 결합한다. 광의존적 반응에 의해 생성된 ATP와 NADPH를 사용하여, 반응물들을 환원시키고 포도당과 같은 탄수화물을 생성한다.
최초의 광합성 생물은 생물의 진화 역사에서 초기에 진화했을 가능성이 높으며, 전자공여체로 물보다는 수소(H2)나 황화 수소와 같은 환원제를 사용했을 가능성이 크다. 남세균은 나중에 출현했는데, 남세균이 생산한 과량의 산소는 지구의 산소 공급에 직접적으로 기여했으며, 이는 보다 복잡한 생물로의 진화를 가능하게 했다. 오늘날 전세계적으로 광합성에 의한 에너지 포획량은 약 130 테라와트이며, 이는 현재 인류 문명의 전력 소비량의 약 8배에 달한다. 광합성 생물은 연간 약 100~115억톤의 탄소를 바이오매스로 전환시킨다.

## 개관

광합성은 빛 에너지를 화학 에너지로 전환하고, 물을 광분해하여 O_{2}를 방출하며, CO_{2}를 탄수화물로 고정시킨다.

광합성 생물은 광독립영양생물이며, 이는 빛에너지를 사용하여 이산화 탄소와 물로부터 직접적으로 음식물을 합성할 수 있다는 것을 의미한다. 그러나, 모든 생물이 광합성을 수행하기 위해 이산화 탄소를 탄소 원자의 공급원으로 사용하는 것은 아니다. 광종속영양생물은 탄소의 공급원으로 이산화 탄소가 아닌 유기 화합물을 사용한다. 식물, 조류, 남세균에서 광합성은 산소를 방출한다. 이것은 산소발생 광합성이라고 하며, 생물에 의해 사용되는 광합성의 가장 일반적인 유형이다. 식물, 조류, 남세균의 산소발생 광합성에는 약간의 차이점이 있지만, 전반적인 과정은 이들 생물에서 매우 유사하다. 이산화 탄소를 소비하지만 산소를 방출하지 않는 특정 종류의 세균에서 주로 사용되는 많은 종류의 산소비발생 광합성도 있다.
이산화 탄소는 탄소 고정이라고 불리는 과정에서 당으로 전환된다. 광합성은 햇빛으로부터 포획한 에너지를 이용하여 이산화 탄소를 탄수화물로 전환시킨다. 탄소 고정은 흡열 반응이며, 산화환원반응이다. 일반적인 개요에서 광합성은 세포 호흡의 반대 과정이다. 광합성은 이산화 탄소를 탄수화물로 환원시키는 과정이지만, 세포 호흡은 탄수화물이나 다른 영양소를 이산화 탄소로 산화시키는 과정이다. 세포 호흡에 사용되는 영양소에는 탄수화물, 단백질, 지방이 포함된다. 이러한 영양소들은 산화되어 이산화 탄소와 물을 생성하고, 화학 에너지를 방출하여 생물체의 대사 활동을 추진시킨다. 광합성과 세포 호흡은 서로 다른 세포 내 구획에서 서로 다른 화학 반응의 순서를 통해 일어나기 때문에 서로 별개의 과정이다.
코르넬리스 반 닐이 처음으로 제안한 광합성의 일반적인 화학 반응식은 다음과 같다.
CO2 + 2H2O+ 광자 → [CH2O] + 2A + H2O
물은 산소발생 광합성에서 전자공여체로 사용되기 때문에, 이 과정의 반응식은 다음과 같다.
CO2 + 2H2O + 광자 → [CH2O] + O2 + H2O
이 반응식은 물이 광의존적 반응에서 반응물과 광비의존적 반응에서 생성물이라는 점을 강조하지만, 양변의 소거할 수 있는 물 분자를 제거하면 다음과 같이 나타낼 수 있다.
CO2 + H2O + 광자 → [CH2O] + O2
다른 광합성 과정은 전자공여체 역할을 하는 물을 다른 화합물(예: 아비산염)로 대체한다. 예를 들어, 일부 미생물은 아비산염(arsenite)을 비산염(arsenate)으로 산화시키기 위해 햇빛을 이용한다. 이러한 반응식은 다음과 같다.
CO2 + (AsO33−) + 광자 → (AsO43−) + CO (후속 반응에서 다른 화합물을 만드는 데 사용됨)
광합성은 크게 두 단계로 일어난다. 첫 번째 단계는 광의존적 반응으로 빛에너지를 이용하여 에너지 저장 분자인 ATP와 NADPH를 생성한다. 두 번째 단계는 광비의존적 반응으로 ATP와 NADPH를 사용하여 이산화 탄소를 포도당으로 환원시킨다.
산소발생 광합성을 사용하는 대부분의 생물은 광의존적 반응에 가시광선을 사용하지만, 단파 적외선이나 보다 구체적으로 원적외선을 사용하는 생물도 있다.
일부 생물들은 훨씬 더 극단적인 종류의 광합성을 사용한다. 일부 고균들은 동물에서 시각에 사용하는 것과 비슷한 색소를 이용하는 더 간단한 방법을 사용한다. 박테리오로돕신은 햇빛에 반응하여 그 구성을 변화시켜서 H+(양성자) 펌프로 역할을 한다. 이것은 보다 직접적으로 H+(양성자)의 농도 기울기를 형성하고, 이를 다시 화학 에너지로 전환한다. 이 과정은 이산화 탄소의 고정을 포함하지 않으며, 산소를 방출하지도 않는 것으로 보아 일반적인 유형의 광합성과는 별도로 진화한 것으로 보인다.

## 광합성이 일어나는 막 및 세포소기관
1. 외막
2. 막 사이 공간
3. 내막
4. 스트로마
5. 틸라코이드 내부
6. 틸라코이드 막
7. 그라나
8. 틸라코이드
9. 녹말
10. 리보솜
11. 엽록체 DNA
12. 플라스토과립 (지질 방울)

엽록체의 구조:

광합성 세균에서 광합성을 위해 빛을 흡수하여 모으는 단백질은 세포막에 존재한다. 가장 간단한 형태로, 이것은 세포 자체를 둘러싸는 막을 포함한다. 이러한 막은 틸라코이드라고 불리는 원통형 시트로 단단히 접힐 수 있다. 이러한 구조들은 세포 내부를 대부분 채울 수 있어서 틸라코이드 막은 매우 넓은 표면적을 갖게 되고, 따라서 세균이 흡수할 수 있는 빛의 양을 증가시킨다.
식물과 조류에서 광합성은 엽록체라고 불리는 세포소기관에서 일어난다. 전형적인 식물 세포는 약 10~100개의 엽록체를 가지고 있다. 엽록체는 막으로 둘러싸여 있는데, 외막과 내막의 2중막 구조로 되어 있고, 외막과 내막 사이의 공간을 막 사이 공간이라고 한다. 내막으로 둘러싸인 부분은 엽록체의 기질에 해당하는 부위로 스트로마라고 한다. 스트로마에는 광의존성 반응이 일어나는 그라나(틸라코이드가 쌓여 층을 이룬 구조)가 있다. 틸라코이드는 납작한 동전 모양의 구조물이다. 틸라코이드 자체는 틸라코이드 막으로 둘러싸여 있으며, 둘러싸인 내부 공간은 루멘 또는 틸라코이드 내부라고 한다. 틸라코이드 막은 광합성 색소들이 결합된 단백질 복합체인 광계, 전자전달계의 효소들, ATP 생성효소 등이 있어 빛에너지가 화학 에너지로 전환되는 장소이다.
식물은 주로 엽록소를 사용하여 빛을 흡수한다. 빛 스펙트럼의 녹색 부분은 흡수되지 않고, 반사되기 때문에 대부분의 식물들이 녹색을 띄게 된다. 식물은 엽록소 외에도 카로틴과 잔토필과 같은 색소를 사용한다. 조류는 또한 엽록소를 사용하지만, 녹조류에는 피코시아닌, 카로틴, 잔토필, 홍조류에는 피코에리트린, 갈조류와 규조류에는 갈조소(푸코잔틴) 등 다양한 색소가 존재한다.
식물과 조류에서 이러한 색소들은 안테나 단백질이라고 불리는 단백질 복합체 형태로 결합되어 있다. 그러한 복합체에서는 색소가 단백질과 함께 작용하도록 배열되어 있다. 이러한 단백질들의 복합체를 광수집 복합체라고도 한다.
식물의 녹색 부분에 있는 모든 세포가 엽록체를 가지고 있지만 엽록체의 대다수는 주로 잎에서 발견된다. 대극속(Euphorbia) 식물과 선인장과 같이 강한 햇빛과 건조한 조건에 적응한 생물종들은 줄기에 광합성 세포소기관을 가지고 있다. 엽육이라고 불리는 잎의 유조직에 있는 세포는 잎의 1mm2 당 450,000~800,000개의 엽록체를 포함할 수 있다. 잎의 표면은 과도한 수분 증발로부터 잎을 보호하고 잎의 온도 상승을 줄이기 위해 자외선이나 청색광의 흡수를 감소시키는 방수성 왁스 큐티클로 코팅되어 있다. 투명한 표피층은 광합성의 대부분이 일어나는 엽육세포로 빛을 통과시킨다.

## 광의존적 반응

틸라코이드 막에서 일어나는 광합성의 광의존적 반응

광의존적 반응(또는 명반응)에서 엽록소 한 분자는 하나의 광자를 흡수하고 하나의 전자를 방출한다. 이 전자는 페오피틴이라고 불리는 변형된 형태의 엽록소로 전달되고, 이어서 전자를 플라스토퀴논으로 전달하는 일련의 전자전달계를 따라 전자의 흐름을 시작하는데 전자는 최종적으로 NADP+에 전달되어 NADPH가 생성된다. 또한, 전자전달계는 고에너지 전자의 에너지를 이용해 틸라코이드 막을 경계로 H+(양성자)의 농도 기울기를 형성하고, 이를 이용해서 ATP 생성효소를 통해 ATP를 생성한다. 물의 광분해라고 불리는 과정에서 물(H2O)에서 방출된 전자는 광계 II의 반응 중심 색소(P680)를 환원시키므로 물은 전자공여체로 역할을 하며, 이 과정에서 부산물로 산소(O2)가 방출된다.
녹색 식물에서 비순환적 전자 흐름 조건 하에서 광의존적 반응에 대한 전체 반응식은 다음과 같다.
2 H2O + 2 NADP+ + 3 ADP + 3 Pi + 빛 → 2 NADPH + 2 H+ + 3 ATP + O2
모든 파장의 빛이 광합성에 사용될 수 있는 것은 아니다. 광합성의 작용 스펙트럼은 보조 색소의 종류에 따라 달라진다. 예를 들어, 녹색 식물에서 작용 스펙트럼은 청자색광과 적색광에서 흡수 피크를 갖는 엽록소 및 카로티노이드의 흡수 스펙트럼과 유사하다. 홍조류에서 작용 스펙트럼은 청녹광으로, 홍조류는 육상의 녹색 식물에서 사용되는 적색광(긴 파장)을 걸러내는 깊은 물 속에서 청색광을 사용할 수 있다. 광 스펙트럼의 비흡수 부분은 광합성에서 주로 사용되지 않으며, 광합성 생물의 색(예: 녹색 식물, 홍조류, 홍색 세균)을 부여한다.

### Z 모식도
|  |

식물에서 광의존적 반응은 엽록체의 틸라코이드 막에서 일어나며, 빛에너지를 흡수해 ATP를 합성하고, NADP+를 NADPH로 환원시킨다. 광의존적 반응에는 비순환적 광인산화(비순환적 전자 흐름)과 순환적 광인산화(순환적 전자 흐름)가 있다.
비순환적 광인산화에서 광자는 엽록소와 다른 보조 색소에 의해 광계 II의 광수집 복합체에 포획된다. 광수집 복합체에 의한 광자의 흡수는 광유도 전하 분리라고 불리는 과정을 통해 전자를 방출한다. 광계 II의 반응 중심 색소인 P680은 한 쌍의 엽록소 a이며, 다른 광합성 색소로부터 에너지를 전달받아 고에너지 전자를 방출한다. 방출된 전자는 광계 II의 1차 전자수용체인 페오피틴으로 전달된다. 전자가 전자전달계(그림으로 표시된 소위 Z 모식도)를 통해 이동하면서 방출되는 에너지를 이용해서 H+(양성자)를 스트로마에서 틸라코이드 내부로 능동수송하여 틸라코이드 막을 경계로 H+(양성자)의 농도 기울기가 형성된다. ATP 생성효소는 광인산화 과정에서 ATP를 생성하기 위해 H+(양성자)의 농도 기울기를 사용하는 반면, NADPH는 비순환적 전자 흐름에서 최종적인 산화환원반응의 산물이다. 전자는 광계 I의 엽록소 분자로 전달된다. 전달된 전자는 광계 I 에 의해 흡수된 빛에너지에 의해 더 들뜨게 된다. 그런 다음 전자는 전자전달계를 통해 전달되는 과정에서 에너지를 방출한다. 전자전달계를 통해 전자수용체로 전달되는 에너지는 틸라코이드 막을 가로질러 스트로마에서 틸라코이드 내부로 H+(양성자)를 능동수송 시키는데 사용된다. 전자는 최종 전자수용체인 NADP+로 전달되어 NADPH를 생성하고, 생성된 NADPH는 캘빈 회로에서 사용된다.
순환적 광인산화는 비순환적 광인산화와 유사하지만 ATP만 생성하고 NADPH는 생성하지 않는다는 점이 다르다. 순환적 광인산화는 광계 I 만 관여한다. 광계 I 이 빛을 흡수한 후 P700에서 방출된 고에너지 전자가 NADP+에 전달되지 않고 전자전달계를 거친 후 다시 P700으로 되돌아오기 때문에 순환적 광인산화라는 이름이 붙여졌다.

### 물의 광분해
광계를 통한 비순환적 전자 흐름은 광계의 반응 중심을 산화시킨다. 다른 전자를 방출시키려면 먼저 산화된 반응 중심을 다시 환원시켜야 한다. 광계 I의 반응 중심(P700)으로부터 방출된 고에너지 전자는 플라스토시아닌으로부터 전달되는 전자로 대체되는데, 이 전자는 광계 II를 통한 전자전달로부터 나온다. 비순환적 전자 흐름의 첫 번째 단계인 광계 II는 산화된 반응 중심 색소(엽록소 a)인 P680을 환원시키기 위해 외부 전자공여체를 필요로 한다. 녹색 식물과 남세균에서 광합성을 위한 전자의 공급원은 물이다. 2개의 물 분자는 광계 II 에 의한 4번의 연속적인 전하 분리 반응에 의해 산화되어 1개의 산소 분자(O2)와 4개의 수소 이온(H+)과 4개의 전자(e−)를 생성한다. 생성된 전자는 산화 환원 활성을 가지는 티로신 잔기로 전달되어 산화된 P680을 환원시킨다. 이것은 P680이 다른 광자를 흡수하고 또 다른 광분해 전자를 방출하는 능력을 재설정한다. 물의 산화는 4개의 망가니즈 이온과 1개의 칼슘 이온을 포함하는 산화환원 활성 구조에 의해 광계 II에서 촉매된다. 이러한 산소발생 복합체는 2개의 물 분자와 결합하고 물의 산화 반응을 일으키는데 사용되는 4개의 단계로 구성된 산화 상태를 포함한다. 광계 II는 물의 산화를 수행하는 유일한 생물학적 효소로 알려져 있다. 물의 광분해에서 형성된 수소 이온(H+)은 틸라코이드 내부로 방출되며, 따라서 틸라코이드 막을 경계로 수소 이온(H+)의 농도 기울기가 형성되고, 이러한 화학삼투적 위치 에너지를 이용해서 ATP를 합성한다. 산소는 광의존적 반응의 부산물이지만, 광합성 생물을 포함한 지구 상의 많은 생물들은 세포 호흡에 산소를 사용한다.

## 광비의존적 반응

### 캘빈 회로
광비의존적 반응(또는 암반응)은 엽록체의 스트로마에서 일어나며, 광의존적 반응(또는 명반응)의 산물인 ATP, NADPH를 이용하여 CO2로부터 글리세르알데하이드 3-인산(G3P)을 합성하는 과정이다. 글리세르알데하이드 3-인산 2분자는 일련의 과정을 거쳐 포도당으로 합성된다. 녹색 식물에서 광비의존적 반응에 대한 전체 반응식은 다음과 같다.
3 CO2 + 9 ATP + 6 NADPH + 6 H+ → 글리세르알데하이드 3-인산(G3P) + 9 ADP + 8 Pi + 6 NADP+ + 3 H2O

캘빈 회로 및 탄소 고정의 개요

탄소 고정 과정에서 이산화 탄소(CO2)가 리불로스 1,5-이중인산(RuBP)와 반응한 후 둘로 나누어져 중간생성물인 3-포스포글리세르산(3PG)이 생성되며, 이 과정에서 리불로스 1,5-이중인산 카복실화효소/산소화효소(루비스코)가 관여한다. 생성된 3-포스포글리세르산은 캘빈 회로를 거쳐 탄수화물로 최종적으로 전환된다. 광합성에 의해 생성된 포도당은 세포벽의 구성 성분인 셀룰로스, 지질 및 아미노산 생합성을 위한 전구물질과 같은 다른 유기 화합물의 형성에 사용되거나 세포 호흡의 연료로 사용된다. 세포 호흡의 연료로 사용하는 것은 식물에서 뿐만 아니라 식물이 가지고 있는 에너지를 먹이 사슬을 통해 섭취한 동물에서도 일어난다.
탄소 고정을 통해 이산화 탄소는 5탄당 인산인 리불로스 1,5-이중인산과 결합하여 3탄소 화합물인 3-포스포글리세르산을 생성한다. 3-포스포글리세르산은 광의존적 반응에서 생성된 ATP와 NADPH의 존재 하에 글리세르알데하이드 3-인산(G3P)으로 환원된다. 글리세르알데하이드 3-인산은 보다 일반적으로 삼탄당 인산이라고도 한다. 생성된 글리세르알데하이드 3-인산의 대부분(6분자 중 5분자)은 리불로스 1,5-이중인산을 재생하는데 사용되어 캘빈 회로가 계속 진행될 수 있도록 한다. 따라서 캘빈 회로에서 방출되는 삼탄당 인산은 서로 축합되어 육탄당 인산을 형성하는데, 이들은 궁극적으로 수크로스, 녹말, 셀룰로스를 생성하는데 사용된다. 캘빈 회로를 통해 생성된 당은 아미노산과 지질의 생성과 같은 다른 대사 반응에 사용될 수 있는 탄소 골격을 생성한다.

### 탄소 농축 메커니즘

#### 육상에서

C_{4} 탄소 고정의 개요

고온 건조한 환경에서 식물은 기공을 닫아서 수분의 손실을 막는다. 이러한 조건 하에서는 이산화 탄소(CO2)의 농도가 감소하고, 광합성의 명반응에 의해 생성된 산소(O2)의 농도가 증가하여, 리불로스 1,5-이중인산 카복실레이스/옥시제네이스의 옥시제네이스 활성에 의한 광호흡의 증가를 야기하고, 탄소 고정의 감소를 일으킨다. 일부 식물은 이러한 조건 하에서 잎의 CO2 농도를 증가시키는 메커니즘을 진화시켜 왔다.
C4 탄소 고정 과정을 사용하는 식물들은 엽육 세포에 존재하는 PEP 카복실화효소에 의해 CO2를 포스포엔올피루브산(PEP)에 첨가하여 4탄소 화합물인 옥살아세트산을 생성한다. 이 과정에서 합성된 옥살아세트산이나 말산은 이 후에 루비스코와 다른 캘빈 회로의 효소가 위치한 유관속초 세포로 옮겨지고, 4탄소 유기산의 탈카복실화에 의해 방출된 CO2는 루비스코에 의해 3탄소 화합물인 3-포스포글리세르산(3PG)으로 고정된다. 산소를 발생시키는 명반응으로부터 루비스코의 공간적인 분리는 광호흡을 저해시키고, CO2 고정을 증가시켜 잎의 광합성 능력을 증가시킨다. C4 식물은 강한 빛과 온도가 높은 조건에서 C3 식물보다 많은 당을 생산할 수 있다. 많은 중요한 작물들은 옥수수, 수수, 사탕수수, 조를 포함한 C4 식물들이다. 탄소 고정에 PEP 카복실화효소를 사용하지 않는 식물은 C3 식물이라고 불리며, 이는 루비스코에 의해 촉매되는 1차 카복실화 반응이 캘빈 회로에서 3탄소 화합물인 3-포스포글리세르산을 직접 생성하기 때문이다. 식물의 90% 이상이 C3 탄소 고정을 사용하는 반면, 식물의 3% 만이 C4 탄소 고정을 사용한다. 그러나 60가지가 넘는 식물 계통에서 C4 탄소 고정의 진화는 수렴 진화의 두드러진 예라고 볼 수 있다.
선인장과 대부분의 다육식물과 같은 건생식물은 또한 CAM(Crassulacean acid metabolism)이라고 불리는 과정에서 이산화 탄소를 포획하기 위해 PEP 카복실레이스를 사용한다. C4 식물은 포스포엔올피루브산(PEP)로의 CO2 고정과 캘빈 회로를 공간적으로 분리하는 반면, CAM 식물은 CO2 고정과 캘빈 회로를 시간적으로 분리한다. CAM 식물은 C3 식물과는 다른 잎의 해부학적 구조를 가지고 있으며, 기공이 열려 있는 밤에 CO2를 고정시킨다. CAM 식물은 말산의 형태로 CO2의 대부분을 저장하는데, 포스포엔올피루브산(PEP)을 옥살아세트산으로 카복실화한 다음, 말산으로 환원한다. 낮에 말산의 탈카복실화는 잎의 내부로 CO2를 방출시키며, 루비스코에 의해 3-포스포글리세르산으로 탄소 고정이 일어나도록 한다. 16,000 종의 식물이 CAM 광합성을 사용한다.

#### 물에서
남세균은 카복시좀을 가지고 있어서, 광합성의 속도를 높이기 위해 루비스코 주변의 CO2 농도를 증가시킬 수 있다. 카복시좀 내에 위치한 탄산무수화효소는 용해된 탄산수소이온(HCO−
3)으로부터 CO2를 방출시킨다. CO2가 밖으로 확산되기 전에 CO2는 카복시좀 내에 집중되어 있는 루비스코에 의해 빠르게 흡수된다. 탄산수소이온(HCO−
3)은 또 다른 탄산무수화효소에 의해 세포 외부의 CO2로부터 만들어지며, 막 단백질에 의해 세포 내로 능동수송된다. 탄산수소이온(HCO−
3)은 하전된 상태로는 막을 통과할 수 없으며, 세포기질 내에서 탄산무수화효소의 도움없이 매우 천천히 CO2로 되돌아간다. 이로 인해 탄산수소이온(HCO−
3)이 세포 내에 축적되어 카복시좀으로 확산된다. 또한, 조류와 뿔이끼류의 피레노이드는 루비스코 주변에 CO2를 집중시키는 역할을 한다.

## 반응 순서 및 속도론
광합성의 전체적인 과정은 다음의 네 단계로 일어난다.
| 단계 | 설명                                          | 시간 단위         |
| ---- | --------------------------------------------- | ----------------- |
| 1    | 안테나 엽록소에서 에너지 전달 (틸라코이드 막) | 10-15초 ~ 10-12초 |
| 2    | 광화학 반응에서 전자전달 (틸라코이드 막)      | 10-12초 ~ 10-9초  |
| 3    | 전자전달계 및 ATP 합성 (틸라코이드 막)        | 10-6초 ~ 10-3초   |
| 4    | 탄소 고정 및 안정적인 생성물의 유출           | 10-3초 ~ 1초      |

## 광합성의 생체에너지학
광합성은 태양 에너지를 화학 에너지로 변환하는 물질대사 과정이다. 물질대사는 열역학적 개념인 엔탈피, 엔트로피, 자유 에너지의 변화로 설명할 수 있다. 광합성의 생체에너지학은 빛 에너지를 식물이 사용할 수 있는 에너지원으로 전환하는 것을 엔트로피 변화로 설명한다.
지구상에는 태양 에너지와 지구 내부 에너지(화산, 온천, 방사성 동위 원소), 이렇게 두 가지 종류의 자유 에너지원이 있는데 식물은 태양 에너지를 에너지원으로 사용한다. 태양 에너지는 전자기 복사에너지로서 생화학적 반응을 일으키게 하는데 엽록소 a와 같은 광합성 색소가 가시광선을 흡수하면 광합성 색소의 전자가 들떠서(전자가 에너지를 가지고 있음) 화학 반응(산화-환원반응)이 일어난다. 빛 에너지는 계의 자유 에너지로 표현되며 자유 에너지가 다른 에너지 형태로 변환될 때 완전히 전환되지는 못한다. 이것은 조사이어 윌러드 기브스의 에너지 정의인 "자유 에너지의 변화(ΔG)는 계의 엔트로피 변화(ΔS)와 엔탈피(ΔH) 변화와 관련이 있다."(라비노비치)에 근거하며 기브스 에너지 방정식은 다음과 같다.
ΔG = ΔH – TΔS
- ΔG : 자유 에너지 변화량
- ΔS : 엔트로피 변화량
- ΔH : 엔탈피 변화량
- T : 온도

일반적인 녹색식물의 광합성 과정은 다음과 같은 반응식으로 요약되며 자유 에너지의 변화를 보여 준다.
6CO2 + 12H2O → C6H12O6 + 6O2 + 6H2O, -112 kcal/mol
1 mol 당 에너지 변화는 -112 kcal/mol(포도당 1mol 당 -672 kcal/mol)이고 빛의 자유 에너지는 120 kcal/mol이므로 8 kcal/mol 손실은 엔트로피에 의한 것이다. 기브스 방정식을 보면 계의 열에너지의 양(열에너지의 양은 계의 온도와 엔트로피의 크기에 의존함)이 적을수록 자유 에너지에서 이용 가능한 에너지인 엔탈피로의 변환이 많은 것을 의미한다(열역학 제2 법칙). 광합성 또한 엔트로피와 엔탈피의 상호 작용에 의해 에너지 변환이 일어나는 것이다.

## 광합성 효율
식물은 보통 3~6%의 광합성 효율로 빛 에너지를 화학 에너지로 전환한다. 흡수한 빛 중에서 화학 에너지로 변환되지 않는 것은 주로 열로 방출되며, 소량(1~2%)은 더 긴 파장에서 엽록소 형광으로 재방사된다. 이러한 사실은 엽록소 형광측정기를 사용하여 광합성의 명반응을 측정 가능하게 한다.
실제 식물의 광합성 효율은 전환되는 빛의 파장, 빛의 세기, 온도, CO2의 농도에 따라 다르며 0.1%~8%까지 다양하다. 비교해 보면, 태양광 모듈은 양산된 모듈의 경우 약 6~20%의 효율로 빛 에너지를 전기 에너지로 변환하고, 실험실 장치에서는 약 40% 이상을 전기 에너지로 변환한다.
명반응과 암반응의 효율을 둘 다 효율을 측정할 수 있지만, 명반응과 암반응 간의 관계는 복잡할 수 있다. 예를 들어, 명반응에서 생성된 ATP와 NADPH는 캘빈 회로 또는 C3 식물의 광호흡에 사용될 수 있다. 전자들은 또한 다른 전자 싱크(sink)들로 흐를 수 있다. 이러한 이유로 광호흡인 조건과 광호흡이 아닌 조건 하에서 수행된 반응을 구분하는 것이 일반적이다.
광계 II의 엽록소 형광 측정기로 명반응을 측정할 수 있고, 적외선 가스 분석기로 암반응을 측정할 수 있다. 또한 엽록소 형광 측정기와 적외선 가스 분석기를 통합하여 사용하거나 두 개의 개별 시스템을 함께 사용하여 명반응과 암반응을 조사할 수도 있다. 적외선 가스 분석기와 일부 수분 센서는 신뢰할 수 있는 방법을 사용하여 광합성에 따른 CO2 변화와 ΔH2O를 측정할 수 있을 정도로 민감하다. CO2는 일반적으로 μmols/m2/s−1, ppm(parts per million) 단위로 측정되며, H2O는 일반적으로 mmol/m2/s−1 또는 mbar 단위로 측정된다. CO2의 동화, ΔH2O, 잎의 온도, 기압, 잎의 면적, 광합성 유효복사(PAR)를 측정함으로써 탄소 동화("A"), 증산("E"), 기공 전도도("gs"), 세포 내 CO2(또는 Ci)를 추정할 수 있도록 한다. 가장 일반적으로 사용되는 측정 매개 변수인 FV/FM과 Y(II) 또는 F/FM’을 몇 초 만에 만들 수 있기 때문에 식물 스트레스 측정에 엽록체 형광을 사용하는 것이 더 일반적이며, 보다 더 큰 식물 개체군의 측정을 가능하게 한다.
주변 공기의 위와 아래의 CO2 수준을 조절할 수 있는 가스 교환 시스템은 서로 다른 CO2 수준에서 탄소 동화(C)/세포 내 CO2(Ci) 곡선을 측정하여 식물의 광합성 반응을 특성화한다.
엽록소 형광 측정기와 가스 교환 시스템의 통합은 광합성 반응과 광합성 메커니즘의 보다 정확한 측정을 가능하게 한다. 표준 가스 교환 광합성 시스템은 Ci(세포 내 CO2) 또는 기공 아래 공간의 CO2 수준을 측정할 수 있지만, 엽록소 형광 측정을 추가하면 Ci를 보다 정확하게 측정한 CC로 대체할 수 있다. 엽록체의 카복실화 부위에서의 CO2의 추정 또는 CC는 통합된 시스템을 이용한 엽육 전도도 또는 gm의 측정으로 가능해진다.
광합성 측정 시스템은 잎이 흡수하는 빛의 양을 직접적으로 측정하도록 설계되지 않았다. 그러나 엽록소 형광, P700 및 P515의 흡광도, 기체 교환 측정의 분석은 광계, 양자 효율 및 CO2의 동화 속도에 대한 자세한 정보를 보여준다. 다른 측정 장비로도 광합성 효율의 파장 의존성을 분석할 수 있다.
양자 걸음으로 알려진 현상은 빛의 에너지 전달 효율을 크게 증가시킨다. 조류, 세균, 식물의 광합성 세포에는 광계라고 하는 안테나 모양의 구조로 배열된 발색단이라고 불리는 빛에 민감한 분자가 있다. 광자가 발색단에 의해 흡수되면 엑시톤이라고 하는 준입자로 변환되어 발색단에서 발색단으로 전달을 거쳐 광계의 반응 중심으로 전달된다. 광계는 광합성 색소와 단백질로 이루어진 복합체로 세포의 물질대사에 접근할 수 있도록 빛 에너지를 화학 에너지의 형태로 변환하는 분자들의 집합이다. 엑시톤의 파동 특성은 넓은 영역을 커버하고 여러 가능한 경로들을 동시에 시험해 볼 수 있게 해서 가능한 최소 시간 안에 대상에 도달할 가능성이 가장 높은 가장 효율적인 경로를 즉각적으로 "선택"할 수 있게 해 준다. 양자 걸음은 양자 현상이 일어나는 것보다 훨씬 높은 온도에서 보통 일어나기 때문에 매우 짧은 거리에서만 가능하다. 이것은 파괴적인 간섭의 형태로 나타나는 장애물 때문이기도 하다. 이러한 장애물들은 입자가 고전적인 "홉(hop)"을 통해 잠긴 위치에서 벗어난 후 다시 입자를 되찾기 전에 잠시 동안 입자의 파동 특성을 잃게 만든다. 따라서 광계의 반응 중심으로 전자의 이동은 일련의 통상적인 홉과 양자 걸음으로 다루어진다.

## 광합성의 진화
녹색황세균, 홍색황세균, 녹색비황세균, 홍색비황세균과 같은 초기 광합성 생물들은 산소 비발생 광합성을 한 것으로 생각되며, 전자공여체로 물이 아닌 다른 다양한 분자들을 사용했다. 녹색황세균과 홍색황세균은 전자공여체로 수소와 황을 사용한 것으로 생각된다. 녹색비황세균은 전자공여체로 다양한 아미노산들과 다른 유기산들을 사용했다. 홍색비황세균은 전자공여체로 다양한 비특이적 유기 분자들을 사용했다. 이러한 분자들의 사용은 당시에 원시 지구의 대기가 매우 환원성이었다는 지질학적 증거와 일치한다.
필라멘트 모양의 광합성 생물이라고 생각되는 화석은 34억년 전의 것으로 추정된다. 2018년 3월에 보고된 보다 최근의 연구는 광합성이 약 34억년 전부터 시작되었을 수도 있음을 시사한다.
지구 대기에서 산소의 주요 공급원은 산소 발생 광합성에서 생성되는 산소이며, 산소의 첫 출현은 종종 산소대폭발 사건이라고 불린다. 지질학적 증거는 남세균과 같은 산소 발생 광합성 생물이 약 20억년 전 고원생대 시기에 중요해졌음을 시사한다. 현존하는 식물들과 대부분의 광합성 원핵생물들은 산소 발생 광합성을 한다. 산소 발생 광합성은 물을 전자공여체로 사용하는데, 물은 광합성 반응중심에서 산소(O2)로 산화된다.

### 공생과 엽록체의 기원

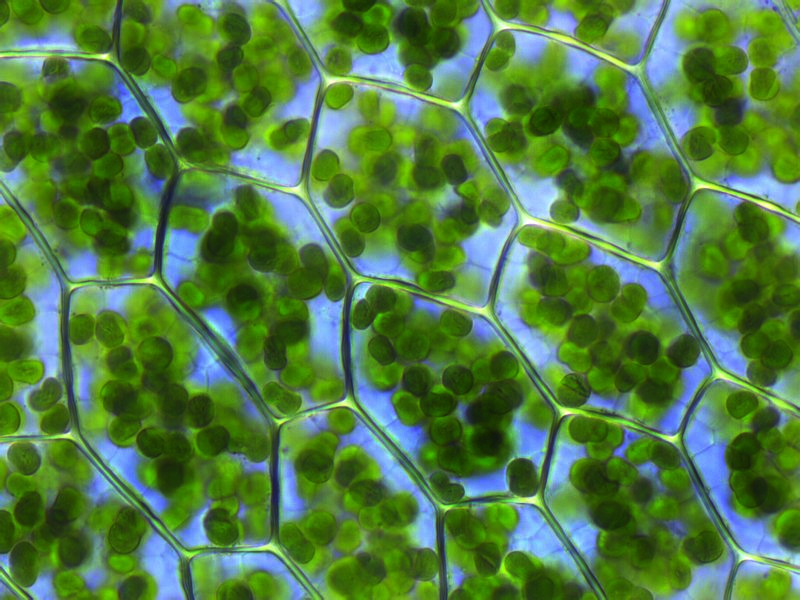
엽록체가 보이는 식물세포(산덩굴초롱이끼)

몇몇 동물들은 광합성 조류와 공생 관계를 형성했다. 이들은 산호, 해면동물 및 말미잘에서 가장 흔하다. 이것은 특히 이들 동물들의 단순한 신체 구조와 부피 대 비가 넓은 표면적 때문인 것으로 추측된다. 또한 해양 연체동물인 엘리시아 비리디스(Elysia viridis)와 엘리시아 클로로티카(Elysia chlorotica)는 먹이로 조류로부터 포획한 다음 체내에 저장하는 엽록체와 공생 관계를 유지한다. 이것은 연체동물들이 조류를 섭취한 후 몇 달 동안 광합성에 의해서만 생존할 수 있도록 해준다. 식물세포 핵의 유전자 중 일부는 연체동물들에게로 옮겨졌기 때문에 엽록체는 생존하는데 필요한 단백질들을 공급받을 수 있다.
보다 더 가까운 공생의 형태는 엽록체의 기원을 설명할 수 있게 해준다. 엽록체는 원형 DNA, 원핵세포의 70S 리보솜, 광합성 반응중심의 단백질 등 광합성 세균과 비슷한 점이 많다. 세포 내 공생설은 광합성 세균이 초기의 진핵세포에 의해(세포 내 섭취를 통해) 획득되어 최초의 식물세포를 형성하였다는 것을 시사한다. 따라서, 엽록체는 식물세포 내부에서 적응한 광합성 세균일 수 있다. 미토콘드리아와 마찬가지로 엽록체도 식물세포 핵의 DNA와는 별개로 자체 DNA를 가지고 있으며, 엽록체 DNA의 유전자는 남세균에서 발견되는 유전자와 유사하다. 엽록체 DNA는 광합성 반응 중심에서 발견되는 산화환원 반응에 관여하는 단백질들을 암호화하고 있다. CoRR 가설은 유전자 발현의 산화환원 조절을 위한 유전자 생성물과 함께 유전자의 공동 위치가 요구되며, 생체에너지 발생 세포소기관에서 DNA의 지속성을 설명한다.

### 남세균과 광합성의 진화
광합성에서 전자공여체로 물을 사용하는 생화학적 능력은 현존하는 남세균(예전에는 남조류로 불림)의 공통조상에서 딱 한 번 진화하였다. 지질학적 기록에 따르면 남세균의 조상이 광합성에 물을 사용한 사건은 적어도 24억 5000만년~23억 2000만년 전에 지구 역사의 초기에 일어난 것으로 추정된다. 광합성을 했을 것으로 추정되는 시기 동안 지구의 대기에는 산소가 거의 없었기 때문에, 최초의 광합성 남세균은 산소를 생성하지 않았을 것이라고 여겨진다. 시생누대(약 38억년 전~약 25억년 전)의 퇴적암에 대한 지질학적 연구로부터 얻은 증거는 생명체가 35억년 전에 존재했다는 것을 나타내지만, 산소 발생 광합성이 언제 진화했는지에 대한 문제는 아직도 풀리지 않고 있다. 남세균의 진화는 약 20억년 전에 시작된 것으로 보이고, 이미 다양한 남세균의 생물상이 드러났다. 남세균은 원생누대(약 25억년 전~5억 4200만년 전)에 걸쳐 산소의 주된 생산자로 남았는데, 이는 부분적으로 바다의 산화환원 구조가 질소 고정이 가능한 광독립영양생물을 선호했기 때문이다. 녹조류는 원생누대 말기에 대륙붕에서 산소의 주된 생산자였으며, 중생대의 쌍편모조류, 원석조류, 규조류의 방사와 함께 녹조류는 바다에서 산소의 일차적인 생산을 담당했다. 남세균은 해양 환류에서 산소의 주요 생산자, 생물학적 질소 고정자, 변형된 형태의 해양 조류의 색소체로서 해양 생태계에서 중요한 역할을 한다.

## 광합성 연구의 역사
광합성의 단계 중 일부는 아직 완전히 이해되고 있지 않지만, 광합성의 전체 반응식은 19세기부터 알려져 왔다.

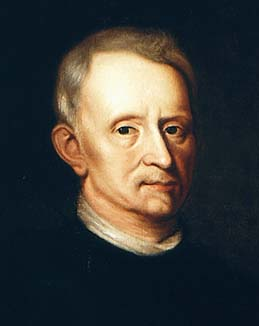
메리 빌이 그린 얀 밥티스타 판 헬몬트의 초상화(1674년 경)

벨기에의 화학자인 얀 밥티스타 판 헬몬트는 17세기 중반에 식물이 사용한 토양의 질량과 식물이 자라면서 증가한 질량을 세심하게 측정하면서 광합성 과정에 대한 연구를 시작했다. 헬몬트는 토양의 질량이 거의 변하지 않았다는 것을 알게 된 후, 성장한 식물의 질량 증가는 화분에 첨가한 유일한 물질인 물로 인한 것이라는 가설을 세웠다. 헬몬트의 가설은 부분적으로 정확했는데, 식물의 증가한 질량의 대부분은 물 뿐만 아니라 이산화 탄소로 인한 것이다. 그러나 이것은 식물의 생물량 대부분이 토양 그 자체가 아니라 광합성의 투입물로부터 유래한다는 발상의 전환점이었다.
영국의 화학자이자 신학자인 조지프 프리스틀리는 밀폐된 유리 종 속에서 양초를 태우면(CO2를 방출했다) 양초의 밀랍이 소진되기 전에 촛불이 매우 빨리 꺼진다는 것을 발견했다. 그는 또한 생쥐의 호흡이 양초를 태우는 것과 비슷한 효과를 낸다는 것을 발견했다. 프리스틀리는 밀폐된 유리 종 속에 식물과 생쥐를 함께 두면 모두 산다는 것을 실험하고, 이 실험을 통하여 식물은 해로운 공기를 신선한 공기로 만드는 능력을 가지고 있다고 설명하였다.
1778년에 네덜란드의 생물학자이자 화학자인 얀 잉엔하우스는 프리스틀리의 실험을 반복했다. 그는 식물에 빛을 비춰주었을 때만 쥐가 살 수 있다는 것을 알아내어 광합성에 햇빛이 필요하다는 것을 밝혀냈다.
스위스의 목사, 식물학자이자 박물학자인 장 제네비어(Jean Senebier)는 1796년에 녹색 식물이 이산화 탄소를 흡수하고 빛의 영향을 받아 산소를 방출한다는 것을 증명했다. 그 후 얼마 지나지 않아서 니콜라스 시어도어 드 소쉬르(Nicolas Théodore de Saussure)는 식물이 자라면서 질량이 증가하는 것은 CO2 흡수량 뿐만 아니라 CO2 흡수량과 물의 양에 따라 변한다는 것을 알아냈다. 이로써 포도당을 생산하는 광합성의 기본 반응이 윤곽을 드러내게 되었다.
코르넬리우스 반 니엘(Cornelis Van Niel)은 광합성 작용을 설명하는 중요한 발견을 했다. 그는 홍색황세균과 녹색황세균을 연구함으로써 광합성이 광의존적인 산화환원 반응이며, 이산화 탄소가 환원되는 반응이라는 것을 처음으로 증명했다.
로버트 에머슨(Robert Emerson)은 서로 다른 파장의 빛을 사용하여 식물의 생산성을 시험함으로써 명반응이 두 개의 광계를 가지고 있다는 것을 발견했다. 적색광만으로는 명반응이 억제되었다. 청색광과 적색광이 함께 주어졌을 때 광합성량이 훨씬 더 많았다. 따라서 두 개의 광계가 존재했는데 하나는 680nm 파장의 빛을 잘 흡수하는 광계 II 이고, 다른 하나는 700nm 파장의 빛을 잘 흡수하는 광계 I이다. 광계 I 은 엽록소 a만을 포함하고 있으며, 광계 II는 주로 엽록소 a를 포함하며, 다른 광합성 색소 중에 이용가능한 엽록소 b를 포함하고 있다. 홍조류에는 붉은색 색소인 피코빌린이 있고, 갈조류와 규조류에는 푸코잔톨(fucoxanthol)이 있다. 이 과정은 광계 II 와 광계 I에서 양자의 흡수가 동일할 때 가장 생산성이 높으며, 안테나 복합체로부터 전달된 에너지가 광계 II 와 광계 I 사이에 나뉘어 전달된다.
로버트 힐(Robert Hill)은 사이토크롬 b6(현재는 플라스토퀴논)와 사이토크롬 f로 구성된 반응 복합체가 있을 것이라고 생각했다. 이들은 충분한 환원제이기 때문에 사이토크롬 f를 환원시키기 위해 에너지가 필요한 플라스토퀴논에 의해 연결된다. 녹색 식물의 광합성 과정에서 발생된 산소(O2)가 물(H2O)로부터 기원한 것임을 입증하기 위한 추가적인 실험은 1937년과 1939년에 힐에 의해 수행되었다. 힐은 잎에서 분리한 엽록체들이 옥살산철(III), 페리사이아나이드 또는 벤조퀴논과 같은 인공적인 환원제의 존재 하에 빛을 비추면 산소를 방출한다는 것을 보여주었다. 힐 반응은 다음과 같다.
2 H2O + 2 A + (빛, 엽록체) → 2 AH2 + O2
여기서 A는 전자수용체이다. 따라서 빛이 없으면 전자수용체는 환원되고 산소가 발생한다.
샘 루벤(Sam Ruben)과 마틴 카멘(Martin Kamen)은 방사성 동위원소를 사용하여 광합성 과정에서 발생하는 산소가 물에서 기원한 것임을 확인하였다.

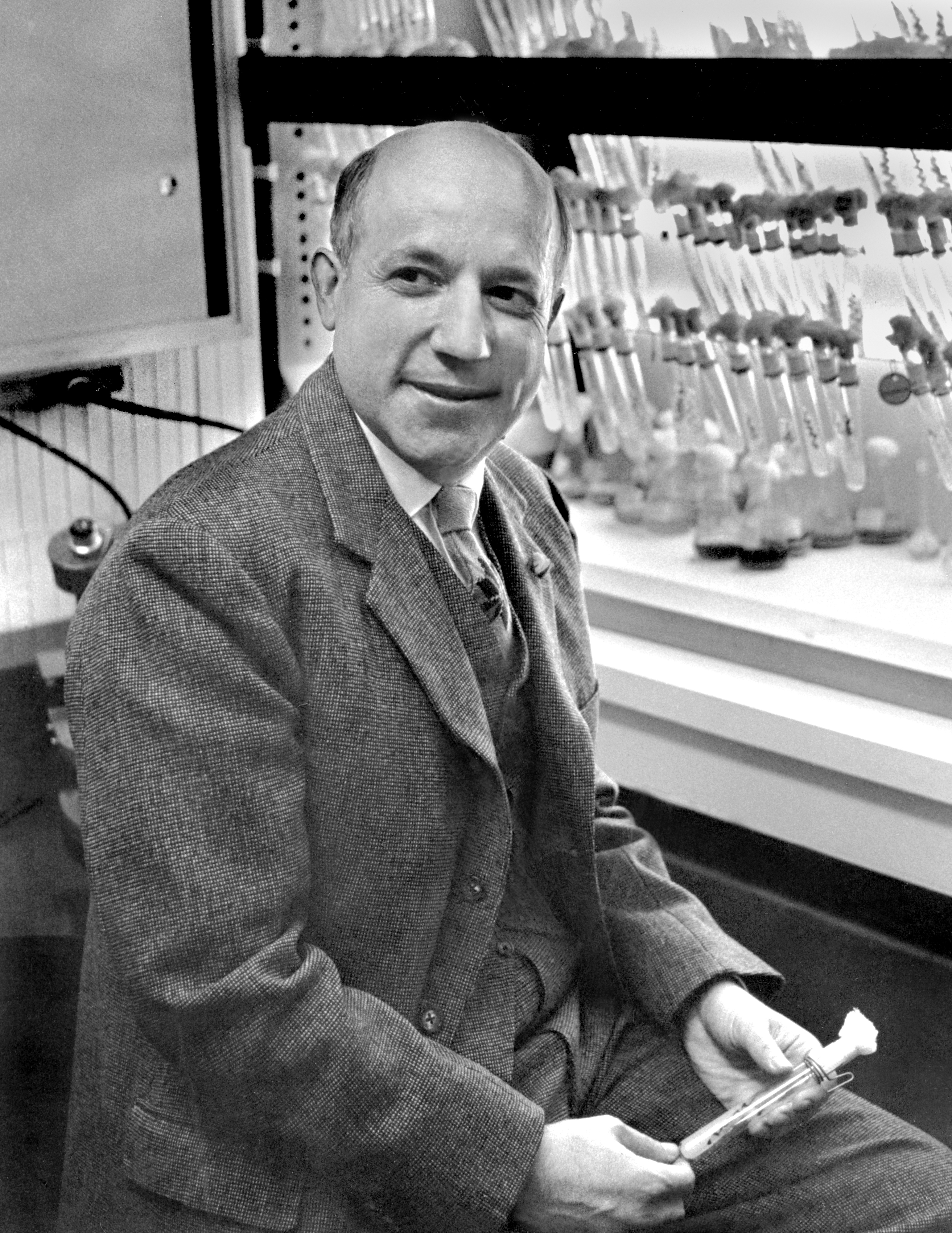
실험실에서의 멜빈 캘빈

멜빈 캘빈과 앤드루 벤슨(Andrew Benson)은 제임스 배스햄(James Bassham)과 함께 식물의 탄소 동화 경로(광합성 탄소 환원 회로)를 밝혀냈다. 탄소 환원 회로는 캘빈 회로로 알려져 있는데, 캘빈 회로라는 이름은 이 회로를 밝혀내는데 크게 기여한 벤슨과 배스햄의 공로를 무시하는 이름이다. 많은 과학자들은 탄소 환원 회로를 캘빈-벤슨 회로, 벤슨-캘빈 회로라고 부르며, 일부 과학자들은 캘빈-벤슨-배스햄 회로, 줄여서 CBB 회로라고도 부른다.
노벨 화학상을 수상한 루돌프 마커스는 전자전달계의 기능과 중요성을 발견하였다.
오토 하인리히 바르부르크와 딘 버크(Dean Burk)는 호흡에 의해 활성화된 CO2를 분열시키는 I-양자 광합성(I-quantum photosynthesis)을 발견했다.
1950년에 오토 칸들러(Otto Kandler)는 클로렐라 세포를 사용하여 생체 내에서 광인산화에 대한 최초의 실험적 증거를 제시하였으며, 그의 발견은 광의존적 ATP 합성으로 해석되었다. 1954년에 다니엘 I. 아논(Daniel I. Arnon) 등은 32P를 이용하여 분리된 엽록체에서 광인산화를 발견했다.
루이스 N. M. 두이센스(Louis N. M. Duysens)와 얀 아메즈(Jan Amesz)는 엽록소 a가 빛을 흡수한 다음 사이토크롬 f를 산화시키는데, 다른 엽록소 a는 빛을 흡수한 다음, 사이토크롬 f를 환원시키는 것을 확인하고, 명반응이 두 개의 광계로 이루어진 반응이라는 것을 발견했다.

### 개념의 발전
1893년에 찰스 레이드 반스(Charles Reid Barnes)는 "엽록소의 존재 하에 빛의 영향을 받아 이산화 탄소로부터 복잡한 탄소 화합물을 합성하는 생물학적 과정"에 대한 용어로 "photosyntax"와 "photosynthesis"라는 두 가지 용어를 제안했다. 시간이 지남에 따라 "광합성(photosynthesis)"이라는 용어가 일반적으로 사용되었다. 나중에 산소 비발생 광합성 세균과 광인산화의 발견은 "광합성(photosynthesis)"이란 용어의 재정의를 필요로 하게 되었다.

### C3광합성 및 C4광합성에 대한 연구
제2차 세계 대전이 끝난 후인 1940년대 후반에 캘리포니아 대학교 버클리에서 화학자인 멜빈 캘빈, 앤드루 벤슨, 제임스 배스햄과 학생들 및 연구원들은 동위원소 14C와 종이 크로마토그래피 기술을 이용하여 광합성 탄소 대사의 세부 사항들을 정리하였다. 밀폐된 용기에 클로렐라를 넣어 배양하면서 방사성 동위원소로 표지된 14C를 공급하고 빛을 비추고, 일정 시간마다 클로렐라를 채취하고, 클로렐라의 구성 물질을 추출하여 2차원 종이 크로마토그래피로 분리하였을 때 단 1초 만에 CO2를 고정시키는 대사 경로로 인해 3-포스포글리세르산(3PG)라는 3탄소 화합물이 생성되었다. 이러한 독창적이고 획기적인 업적에 대한 공로로 멜빈 캘빈은 1961년에 노벨 화학상을 수상하였다. 이와 병행하여 식물생리학자들은 적외선 가스 분석의 새로운 방법과 순광합성 속도가 10~13 μmol CO2·m−2·s−1 인 리프 챔버를 사용하여 잎에서 일어나는 가스 교환을 연구하였으며, 모든 지상 식물들은 햇빛의 50% 미만의 지점에서 광포화되는 광합성 능력을 가지고 있다고 결론지었다.
이후 1958년~1963년에 코넬 대학교에서 실시한 실험에서 옥수수는 40 μmol CO2·m−2·s−1의 훨씬 더 큰 광합성 속도를 가지고 있으며, 강한 햇빛 조건에서도 포화되지 않는다고 보고되었다. 옥수수의 이러한 높은 광합성 속도는 밀, 콩과 같은 다른 식물 종에서 관찰된 것보다 거의 두 배나 높았으며, 고등 식물들 간에 광합성의 큰 차이가 있음을 나타낸다. 애리조나 대학교에서 15종이 넘는 외떡잎식물과 쌍떡잎식물에 대한 정밀한 가스 교환 연구를 통해 잎의 해부학적 차이가 식물 종간의 광합성 능력을 결정짓는 중요한 요인이라는 것을 최초로 밝혀냈다. 옥수수, 수수, 사탕수수, 우산잔디를 포함하는 열대 초본들 및 쌍떡잎식물인 비름속 식물들에서 광합성 속도는 약 38~40 μmol CO2·m−2·s−1 이었고, C4 식물은 잎맥 주변을 빽빽하게 둘러싸고 있는 유관속초세포(bundle sheath cell)와 이를 둘러싸고 있는 엽육세포(mesophyll cell)의 2가지 서로 다른 형태의 광합성 세포로 구성되어 있다. 이러한 유형의 해부학은 식물학자인 고트리이프 하버란트(Gottlieb Haberlandt)가 19세기에 사탕수수의 잎 해부학을 연구하면서 크란츠 해부학(Kranz anatomy)이라고 명명하였다. 최고의 광합성 속도와 크란츠 해부 구조를 가지고 있는 식물 종은 광호흡을 하지 않고, 매우 낮은 CO2 보상점, 높은 최적 온도, 높은 기공 저항성, 가스 확산에 대한 낮은 엽육 저항성, 강한 태양 빛에서 광합성 속도가 포화되지 않는 것을 보여주었다. 애리조나 대학교에서의 연구는 ISI 1986에 의해 "Citation Classic"으로 지정되었다. 이 종들은 빛 조건하에서 CO2 고정의 첫 번째 안정적인 생성물이 말산과 아스파르트산과 같은 4탄소 화합물이었기 때문에 나중에 C4 식물로 명명되었다. 면화와 해바라기와 같은 크란츠 해부 구조가 결여된 다른 식물 종들은 CO2 고정의 첫 번째 안정적인 생성물이 3탄소 화합물인 3-포스포글리세르산(3PG)이기 때문에 C3 식물이라고 명명되었다. 공기 중의 CO2 농도가 1000 ppm 일 때, C3 식물과 C4 식물은 모두 약 60 μmol CO2·m−2·s−1의 비슷한 광합성 속도를 보였으며, C3 식물에서 광호흡의 억제 효과를 나타냈다.

## 광합성에 영향을 미치는 요인

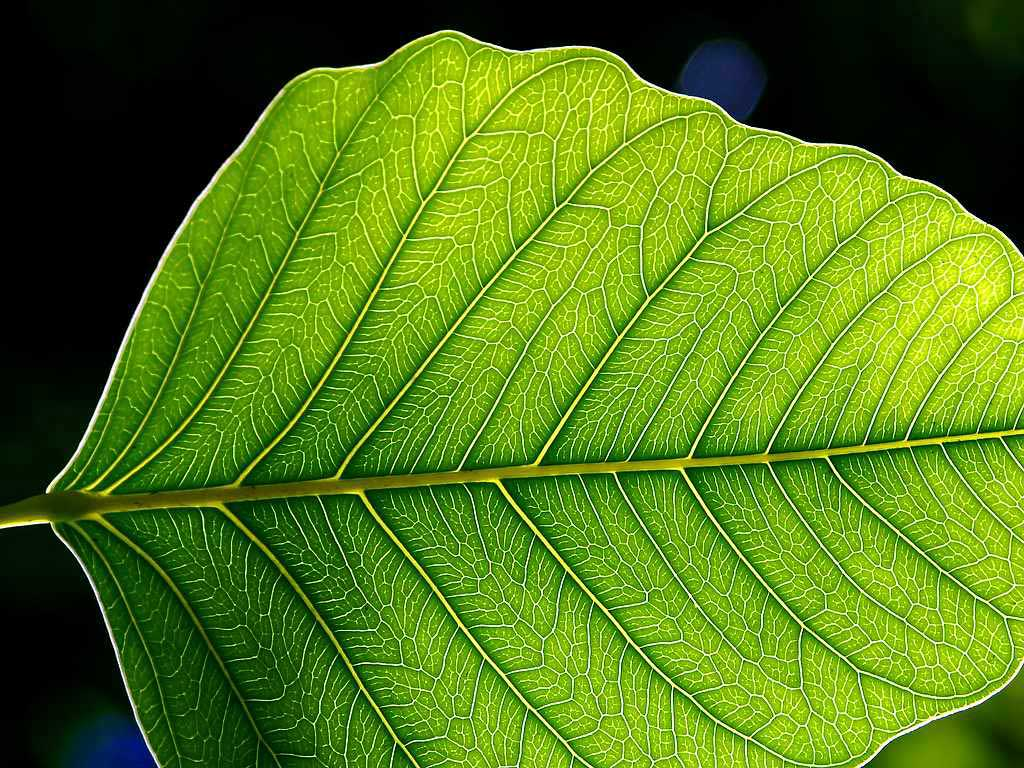
잎은 식물에서 주로 광합성을 하는 기관이다.

광합성에 영향을 미치는 세 가지 주요 요인들은 다음과 같다.
- 빛의 세기와 파장
- 이산화 탄소(CO2)의 농도
- 온도

총광합성량은 다양한 환경 요인에 의해 제한된다. 여기에는 이용 가능한 빛의 양, 식물이 빛을 포획하기 위한 잎의 면적(다른 식물에 의한 그림자가 광합성의 주요 제한 요인임), 광합성을 지원하기 위해 엽록체에 이산화 탄소를 공급할 수 있는 속도, 물의 이용 가능성 및 광합성을 수행하기 위한 적절한 온도 등이 모두 포함된다.

### 빛의 세기, 파장 및 온도

엽록소 a(청색) 및 엽록소 b(적색)의 흡수 스펙트럼. 식물의 작용 스펙트럼은 특정 광합성 색소와 단백질의 상호작용에 따라 식물체 내에서 약간 달라질 수도 있다.

광합성은 생물권으로 자유 에너지가 투입되는 주요 경로이며, 식물의 생명 활동에서 매우 중요하다.
식물 군집 내에서 빛의 조사량은 시간과 공간에 따라 매우 다양하다.
20세기 초에 프레더릭 블랙만(Frederick Blackman)과 가브리엘 하워드(Gabrielle Matthaei)는 빛의 세기(방사조도)와 온도가 탄소 동화 속도에 미치는 영향을 조사했다.
- 온도가 일정할 때, 탄소 동화 속도는 빛의 세기에 따라 다르며, 빛의 세기가 증가함에 따라 광합성량이 증가하지만, 빛의 세기가 어느 정도 이상이 되면 광합성량은 더 이상 증가하지 않고 일정해진다.
- 빛의 세기가 약할 때, 온도를 증가시키면 탄소 동화 속도에 거의 영향을 미치지 않는다. 빛의 세기가 일정하게 강할 때, 온도가 증가함에 따라 탄소 동화 속도가 증가한다.

이러한 두 가지 실험은 다음과 같은 몇 가지 중요한 점을 보여준다. 첫째, 일반적으로 광화학 반응은 온도에 영향을 받지 않는 것으로 알려져 있다. 그러나 이러한 실험들은 온도가 탄소 동화 속도에 영향을 미치기 때문에 탄소 동화의 전체 과정에서 두 세트의 반응이 있어야 한다는 것을 분명하게 보여준다. 이들은 광의존적, 온도 비의존적인 '광화학적' 단계와 광비의존적, 온도 의존적 단계이다. 둘째, 블랙만의 실험은 제한 요인의 개념을 설명해준다. 또 다른 제한 요인은 빛의 파장이다. 수중 수 미터에서 서식하는 남세균은 기존의 광합성 색소에서 광유도 전하 분리를 일으키는데 필요한 정확한 파장의 빛을 받을 수 없다. 이러한 문제를 해결하기 위해 서로 다른 광합성 색소를 가진 일련의 단백질들이 반응 중심을 둘러싸고 있다. 이러한 단위를 피코빌리솜이라고 한다.

### 이산화 탄소의 농도와 광호흡

광호흡

이산화 탄소(CO2)의 농도가 증가함에 따라 광비의존적 반응에 의해 당이 생성되는 속도는 다른 요인들에 의해 제한될 때까지 증가한다. 광비의존적 반응에서 이산화 탄소를 포획하는 효소인 루비스코는 이산화 탄소(CO2)와 산소(O2) 모두에 결합 친화력을 가지고 있다. 이산화 탄소의 농도가 높으면 루비스코가 이산화 탄소를 고정한다. 그러나 이산화 탄소의 농도가 낮으면 루비스코는 이산화 탄소 대신에 산소와 결합한다. 광호흡이라고 하는 이러한 과정은 에너지를 소모하지만 당을 생성하지는 않는다.
루비스코의 산소화효소 활성은 다음과 같은 여러 가지 이유로 식물에게 불리하다.
1. 산소화효소 활성의 생성물은 3-포스포글리세르산(3탄소 화합물)이 아닌 2-포스포글리콜산(2탄소 화합물)이다. 2-포스포글리콜산은 캘빈-벤슨 회로에 의해 대사되지 않으며, 광호흡 과정에서 CO2를 방출한다. 그러므로 산소화효소의 높은 활성은 리불로스 1,5-이중인산을 재생성하고, 캘빈-벤슨 회로를 계속 돌리기 위해 필요한 당을 배출시킨다.
2. 2-포스포글리콜산은 높은 농도에서 식물에게 독성이 있는 글리콜산으로 빠르게 대사되는데 이것은 광합성을 저해한다.
3. 글리콜산을 회수하는 것은 글리콜산 경로를 사용하는 에너지를 많이 소모하는 과정이며, 탄소의 75%만이 3-포스포글리세르산의 형태로 캘빈-벤슨 회로로 되돌아간다. 글리콜산 경로는 또한 암모니아(NH3)를 생성하는데, 암모니아는 식물 밖으로 확산되어 질소의 손실을 초래할 수 있다.

간략하게 요약하면 다음과 같다.
2 글리콜산 + ATP → 3-포스포글리세르산 + CO2 + ADP + NH3
루비스코의 산소화효소 활성의 생성물에 대한 회수 경로는 광의존적 산소 소비와 이산화 탄소의 방출을 특징으로 지어지기 때문에 일반적으로 광호흡으로 더 잘 알려져 있다. 보통 약 3%의 이산화탄소 농도에서 광합성 반응이 최대가 되며, 현재 대기 중의 이산화 탄소 농도(0.03%)로도 식물의 광합성에는 충분하다.

## 같이 보기
- 잔 앤더슨
- 인공 광합성
- 캘빈-벤슨 회로
- 탄소 고정
- C3식물
- C4식물
- CAM식물
- 세포 호흡
- 화학합성 (생명과학)
- 일적산광량
- 힐 반응
- 광합성 시스템
- 광의존적 반응
- 유기 반응
- 광생물학
- 광저해
- 광합성 반응중심
- 광합성 유효방사
- 광계
- 광계 I
- 광계 II
- 양자생물학
- 방사성합성
- 적색 경계
- 비타민 D

## 더 읽을거리

### 단행본
- 고빈지(Govindjee) 저. Bioenergetics of Photosynthesis. 뉴욕: 아카데믹 프레스, 1975년.
- R.P.F. 그레고리 저. Biochemistry of Photosynthesis. 벨파스트: 유니버시티즈 프레스, 1971년.
- 라비노비치, 유진, 고빈지(Govindjee) 저. Photosynthesis. 뉴욕: 존 윌리 앤드 선즈(John Wiley & Sons, Inc.), 1969년.
- Bidlack JE, Stern KR, Jansky S (2003). 《Introductory Plant Biology》. New York: McGraw-Hill. ISBN 978-0-07-290941-8.
- Blankenship RE (2014). 《Molecular Mechanisms of Photosynthesis》 2판. John Wiley & Sons. ISBN 978-1-4051-8975-0.
- Govindjee, Beatty JT, Gest H, Allen JF (2006). 《Discoveries in Photosynthesis》. Advances in Photosynthesis and Respiration 20. Berlin: Springer. ISBN 978-1-4020-3323-0.
- Reece JB,  외. (2013). 《Campbell Biology》. Benjamin Cummings. ISBN 978-0-321-77565-8.

### 논문
- Gupta RS, Mukhtar T, Singh B (Jun 1999). “Evolutionary relationships among photosynthetic prokaryotes (Heliobacterium chlorum, Chloroflexus aurantiacus, cyanobacteria, Chlorobium tepidum and proteobacteria): implications regarding the origin of photosynthesis”. 《Molecular Microbiology》 32 (5): 893–906. doi:10.1046/j.1365-2958.1999.01417.x. PMID 10361294.
- Rutherford AW, Faller P (Jan 2003). “Photosystem II: evolutionary perspectives”. 《Philosophical Transactions of the Royal Society of London. Series B, Biological Sciences》 358 (1429): 245–253. doi:10.1098/rstb.2002.1186. PMC 1693113. PMID 12594932.